# بيرسي كينغ
بيرسي كينغ (2 سبتمبر 1889 بملبورن في أستراليا - 9 ديسمبر 1967) (بالإنجليزية: Percy King)‏ هو لاعب كريكت أسترالي.

## وصلات خارجية
- بيرسي كينغ على موقع إي آس بي آن كريك إنفو (الإنجليزية)